# Yves Roche
Yves Roche est un auteur-compositeur, pianiste, chef d'orchestre et producteur de variétés polynésiennes. Il est né le 2 janvier 1929 à Vendargues en France et est mort le 30 août 2022 à Punaauia sur l'île de Tahiti.

## Biographie
Yves Roche est né le 2 janvier 1929 à Vendargues d'une famille de musiciens et il est musicien lui-même depuis l'âge de douze ans. Il est élève au Conservatoire de musique de Montpellier et fait ses études supérieures à l'Institut Électrotechnique de Toulouse. En 1949, stagiaire à bord d'un navire réquisitionné par l'armée alors qu'il est encore étudiant, il se retrouve entraîné au tour du monde. À l'escale à Papeete, il a un coup de foudre pour la Polynésie. Il termine ses études et revient cinq ans plus tard pour s'installer à Tahiti,. Il est alors embauché par Radio Tahiti où il travaille comme technicien du son. Il y restera employé jusqu'en 1965. Il fréquente le milieu musical de Papeete, en particulier, Gaston Guilbert (1907-1992), un des pionniers de l'enregistrement musical sur disque en Polynésie et fondateur du label Tiare Tahiti Records. C'est en collaboration avec Yves Roche, que Gaston Guilbert enregistre son premier album en 78 tours, "Songs Of The Atolls", sous le label Tiare Tahiti Records. 
Au début des années 1950, les deux clubs les plus populaires de Papeete étaient le Quinn's, boîte de nuit légendaire créée en 1933 et restée en activité jusqu'en 1973,, et le Zizou Bar, boîte de nuit créée en 1950. C'est à cette époque qu'Yves Roche croise Eddie Lund, auteur-compositeur et producteur de musique polynésienne. Eddie Lund joue au Quinn's tandis qu'Yves Roche joue au Zizou Bar. Yves Roche deviendra un des principaux producteurs à rééditer sous forme de compilations des morceaux d'Eddie Lund sous le label Manuiti, quand les enregistrements passeront en format numérique à partir des années 1990. C'est quelques années plus tard, en 1954, qu'Yves Roche croise aussi le chemin de Moeterauri Tetua, connu sous le nom de Bimbo, qui joue alors au Quinn's. Les deux hommes se lient d'amitié et ne se sépareront plus.
Yves Roche crée de nombreux groupes dans lesquels il joue comme pianiste, comme Trio Jazz Polynésien, Tahiti Jazzy Quartet, avec Bimbo, Jean-Pierre Vincent et Jean-Claude Bourdelon, Takiti Ma, avec Jean-Pierre Vincent, Joël Avaeoru et Wilfred Bernières, Yves Roche et Les Royal Tahitiens, Yves Roche et Son Ensemble Tahitien, Yves Roche et Ses Rythmes Tahitiens, Orchestre Yves Roche, Yves Roche Groupe ou encore Roche's Tahitians. Il écrit pour de nombreux artistes tahitiens, parmi lesquels Marie, Bimbo ou Maurice Hoatua (né en 1930), connu sous le nom de Morito Tautumaupiha, et les accompagne dans les hôtels de l’île, l'Hôtel Tahiti, le Royal Tahitien, le Royal Papeete, le Tahiti Village ou encore Les Tropiques, hôtel fameux qui aurait été fréquenté en leur temps par Paul Gauguin et Marlon Brando.
Dans les années 1960, Yves Roche et Pierre Boixière font une adaptation radiophonique du "Mariage" de Loti diffusée sur Radio Tahiti. Le montage reprend des extraits du roman, en alternant des scènes de dialogues jouées par des comédiens locaux et des éléments narratifs dits par un lecteur. L'illustration musicale de l'émission est conçue par Yves Roche. La chanson "Rarahu Ia Loti", composée en 1958 par Yves Roche, est utilisée pour le générique de l’émission. D'abord chantée par Loma Spitz, pour qui elle fut écrite, cette chanson a eu tout de suite un réel succès dans toute la Polynésie. Elle est depuis régulièrement reprise par nombre de chanteurs et adaptée par nombre de groupes de danse en aparima.
En 1963, Yves Roche crée un premier studio d'enregistrement. En 1965, il se met à son compte et fonde le label Manuiti, qui démarre dans la production et la publication d'artistes polynésiens sur disques vinyles en 33 tours, super 45 tours et 45 tours puis sur cassettes, avant de se spécialiser, à partir des années 1990, dans la réédition sous forme de compilations d'œuvres anciennes essentiellement en format numérique.
Yves Roche compose tout au long de sa carrière plus de six cents chansons, certaines figurant parmi les plus grands classiques de la musique polynésienne. Son premier succès est obtenu avec "La Banane" en 1950. En 1958, il compose "Vini Vini", chanson qui aura un succès international considérable par ses multiples adaptions et reprises. Il compose ensuite d'autres succès, comme "Vaihiria" en 1960, "Papeete" en 1969, "Bora Bora Nui" en 1973 et de nombreuses autres chansons très populaires en Polynésie et dans le Pacifique. Il adapte en tahitien la chanson "Come With Me" de Bronisław Kaper, thème du film Les Révoltés du Bounty, sous le titre "Haere Mai Na Ta'u Here". En 1975, il est crédité de près d'un million de disques vendus depuis le début de sa carrière, grâce, en particulier, au marché américain où il est distribué par Capitol et Criterion,.
Avec Manuiti, il se consacre à la préservation et la promotion du patrimoine musical tahitien. Environ 1500 œuvres polynésiennes et plus de 3000 morceaux enregistrés composent aujourd'hui le catalogue de Manuiti, dont les titres phares les plus populaires de la chanson et du folklore de la Polynésie. 
Yves Roche décède paisiblement le 30 août 2022 à Punaauia sur l'île de Tahiti en Polynésie française dans sa 93e année,,. Il est enterré au cimetière de l'Uranie à Papeete.

## Influences, collaborations et contributions musicales

### Influences
- Musique polynésienne
- Musique hawaïenne
- Musique française (marche)
- Musique américaine (jazz)

### Collaborations
Yves Roche a écrit pour des dizaines de chanteurs polynésiens qu'il a le plus souvent accompagnés avec ses orchestres. Il a eu par exemple des collaborations très régulières avec les grandes chanteuses tahitiennes, les sœurs Mila Spitz (1935-2017) et Loma Spitz (1939-2019), les sœurs Marie Mariterangi et Emma Terangi (1938-2000) ou aussi Henriette Winkler (1931-2002) et Esther Tefana (1948-2021), ainsi qu'avec les grands chanteurs tahitiens, Bimbo, Coco Mamatui (1938-2019), Charley Mauu, Gabilou ou encore Morito Tautumaupiha, qui eurent tous de grands succès entre les années 1950 et 1970. Il a aussi travaillé avec George Tautu Archer au retour de celui-ci à Tahiti après une carrière passée à Hawaï entre les années 1930 et 1940. Il produit aussi dès les années 60 le groupe tahitien très populaire, Les Barefoot Boys, pour lesquels il compose en 1968 leur chanson à succès, "Petite île sacrée". Il a par ailleurs co-écrit une chanson pour Joe Dassin, "Vade retro", en 1975.
Yves Roche a composé la musique originale de "Manureva – Fille de Tahiti", court-métrage de Claude Pinoteau tourné en 1960. La chanson "Manureva" interprétée par Poline, qui joue aussi dans le court-métrage, est devenue un classique du patrimoine musical polynésien.

### Contributions
Yves Roche a été qualifié d'« ami sincère de la musique tahitienne authentique ». À la suite de Gaston Guilbert, avec ses amis Marc Darnois (1923-1984) et Michel Espinasse, collègues à Radio Tahiti, il a parcouru les archipels de Polynésie pour y enregistrer des chants traditionnels. Au cours de sa carrière de producteur et de compositeur, il s'est attaché à valoriser les orchestrations originales et les instruments traditionnels de la Polynésie. Dans ses arrangements musicaux, il a par exemple remis au goût du jour la flûte nasale polynésienne, le puihu, et il a fait grand usage des percussions polynésiennes, le toéré ou le pahu.

## Discographie
Au début de sa carrière, les albums d'Yves Roche et de ses différents orchestres ont été essentiellement publiés sur disques en vinyle en 33 tours, super 45 tours et 45 tours. Ils sont assez rares sur le marché de l'occasion. En format numérique, ses œuvres sont aujourd'hui uniquement disponibles en compilations. Les disques répertoriés ci-après sont des albums originaux qui comprennent des morceaux interprétés ou co-interprétés par Yves Roche ou bien par Yves Roche et un de ses orchestres.

### Albums

#### 33 tours
- Reflets de Tahiti (Tiare Tahiti TT 2100) : par Yves Roche et Les Royal Tahitiens
- Tamuré! Tahiti! (Dot DLP 25494, Reo Tahiti RT 550) : par Charles Mauu, His Coconut Uke and Roche's Tahitians
- Tahiti Jazzy (Manuiti) : par Tahiti Jazzy Quartet
- 1960 : Manureva – Fille de Tahiti (Pathé EA 490) : par Yves Roche
- 1972 : Aue ! Tahiti E… (Manuiti 3183) : par Gabilou, Yves Roche et Ses Rythmes Tahitiens
- 197? : A Maataitai A Faaroo A Moemoea – Instrumental Guitar Ukulele & Co. (Manuitui 3009) : par Takiti Ma
- 197? : 2 – Instrumental Guitar Ukulele & Co. (Manuitui 3014) : par Takiti Ma avec Jean-Pierre Vincent
- 197? : 3 – Instrumental Guitar Ukulele & Co. (Manuitui 3017) : par Takiti Ma
- 1976 : 4 – Instrumental Guitar Ukulele & Co. (Manuitui 3025) : par Takiti Ma
- 1978 : Du "Matavai" Hotel (Manuiti 3033) : par Yves Roche et Son Ensemble Tahitien
- 1982 : 5 – Instrumental Guitar Ukulele & Co. (Manuitui 3041, Playa Sound LPL 5937) : par Takiti Ma
- Fiu Te Ohipa (Manuiti 3183) : par Gabilou, Yves Roche et Son Ensemble Tahitien

#### 45 tours et super 45 tours
- Taurua No Tiurai – Ori Raa I Tahiti : par Yves Roche
- Tahiti (Philips 434 900) : par Yves Roche et Les Royal Tahitiens

### Chansons à succès
La chanson la plus connue d'Yves Roche est "Vini Vini", qui a été interprétée dans sa version originale tahitienne en 1958 par le groupe Terorotua et Ses Tahitiens sur leur album "Lure Of Tahiti" et produite par Gaston Guilbert, puis par de nombreux artistes polynésiens, comme les chanteurs Charley Mauu, Gabilou, Andy Tupaia et bien d'autres.
Cette chanson a aussi été adaptée et chantée en plusieurs langues. Elle a été interprétée en anglais par le groupe Nat Mara and His Tahitians en 1958 dans une version écrite par Margie Singleton (en) et Bill Everette (pseudonyme utilisé par Bill Justis) et a connu un grand succès dans l'aire anglophone du Pacifique. Il existe une seconde version anglaise écrite par Steve Graham and Leon Pober qui a été interprétée par Manuia and Maeva and The Tahitians, par The Hawaiian Surfers et par Arthur Lyman (en) et qui a été diffusée sur le marché américain en 1964. Entre 1962 et 1963, la chanson est devenu un succès dans de nombreux pays européens dans de nombreuses traductions. Elle a été chantée en italien par Betty Curtis, sous le titre de "Wini Wini" adapté par Vito Pallavicini, en néerlandais par Ria Valk, sous le titre "Wini-wini (wana-wana)", en suédois par le duo Tina och Marina, sous le titre "Wini Wini" adapté par Stig Rossner (pseudonyme utilisé par Stig Anderson), ou encore en serbo-croate par Lola Novaković, sous le titre de "Wini Wini Wana Wana". C'est un air qui est surtout devenu un classique de la chanson populaire en Allemagne. Il existe même plusieurs adaptations du texte. La plus connue est celle écrite en 1962 par Heinz Hellmer (de) et Wolf Petersen (de) et interprétée par le groupe Tahiti-Tamourés (de) mené par la chanteuse Manuela, sous le titre de "Wini Wini", version qui sera classée no. 1 en Allemagne, no. 4 aux Pays-Bas et no. 19 en Région flamande en 1963. Elle sera reprise plusieurs fois par d'autres chanteurs allemands au cours de l'année 1963 et aussi, de nombreuses années plus tard, notamment par Ernst Neger ou Heino, dans des adaptations différentes, ou encore par Wildecker Herzbuben.
Considérée comme un tamouré, cette chanson s'apparente plus précisément à une marche. C'est peut-être ce rythme très français, qui rappelle le schlager allemand, qui, combiné à un certain exotisme et à l'engouement pour la "culture tiki" à cette époque, explique le succès de cette chanson en Allemagne et dans d'autres pays d'Europe.
| Interprétation                       | Titre                            | Label                   | Version       | Année   |
| Terorotua et Ses Tahitiens           | Vini Vini                        | ABC-Paramount ABC 271   | Tahitienne    | 1958    |
| Nat Mara and His Tahitians           | I Vini Vini Vana Vana            | Viking VP 80            | Anglaise      | 1958    |
| Tahiti-Tamourés (de)                 | Wini Wini                        | Polydor 24991           | Allemande     | 1962    |
| Wyn Hoop                             | Wini-Wini                        | Decca D 19424           | Allemande     | 1963    |
| Die Hawaiian Hulas                   | Wini Wini                        | Ariola 10 196 AT        | Allemande     | 1963    |
| Waikiki Tamouré                      | Wini Wini                        | Triola TA 5             | Allemande     | 1963(?) |
| Jane Swård und Das Columbia Quartett | Wini Wini                        | Amiga 450395            | Allemande     | 1963    |
| Elly De Wit                          | Wini-wini-wana-wana              | CNR UH 9618             | Néerlandaise  | 1963    |
| Ria Valk                             | Wini-wini (wana-wana)            | Fontana YF 278 000      | Néerlandaise  | 1963    |
| Sweet Sixteen                        | Wini-wini (wana-wana)            | Philips PF 327 517      | Néerlandaise  | 1963    |
| Betty Curtis                         | Wini Wini                        | CGD N 9464              | Italienne     | 1963    |
| Lola Novaković                       | Wini Wini Wana Wana              | RTB EP 50186            | Serbo-croate  | 1963    |
| Tina och Marina                      | Wini-Wini                        | Karusell KFF 508        | Suédoise      | 1963    |
| Don Costa                            | Wini Wini (Tamouré)              | CBS CA 281 199          | Anglaise      | 1963    |
| Chris Barber's Jazz Band             | Wini Wini (Let's Do The Tamouré) | Columbia DB 7042        | Instrumentale | 1963    |
| Bill Justis Orchestra with Chorus    | Tamouré                          | Smash S 1812 YW 27020   | Anglaise      | 1963    |
| Arthur Lyman (en)                    | Vini Vini                        | GNP Crescendo GNPS-606  | Anglaise      | 1964    |
| The Hawaiian Surfers                 | Vini Vini (Tamure Tahiti)        | Decca DL 4562           | Anglaise      | 1964    |
| Roberto Delgado & Orquesta (en)      | Wini-Wini, Wana-Wana             | Polydor 237 426         | Instrumentale | 1965    |
| Werner Müller mit Seinem Orchester   | Tamouré Pot-Pourri               | Decca DX 2268           | Instrumentale | 1965    |
| Manuia and Maeva and The Tahitians   | Vini Vini                        | Criterion 215           | Anglaise      | 1965    |
| Dick and Dee Dee (en)                | Vini Vini                        | Warner WS 1623          | Anglaise      | 1966    |
| Het Radi Ensemble                    | Wini-wini                        | Telstar 1745            | Néerlandaise  | 1972    |
| Two Man Sound                        | Vini, vini, vini                 | Pink Elephant PE 22 768 | Néerlandaise  | 1973    |
| Ernst Neger                          | Wini Wini Wana Wana (Vini Vini)  | Ariola 16 320 AU        | Allemande     | 1975    |
| De Bumpers                           | Wini wini punk                   | Telstar TS 2609 TF      | Néerlandaise  | 1977    |
| The Islanders                        | Wini-Wini                        | Arcade ADE G 113        | Allemande     | 1980    |
| Gigliola Cinquetti                   | Wini Wini                        | CGD 20336               | Italienne     | 1982    |
| Babaloo                              | Wini Wini                        | EMI 1C 006 20 0374 7    | Allemande     | 1983    |
| De Marlets                           | Wini wini wana wana              | Limbo SB1YZ             | Néerlandaise  | 1983    |
| Heino                                | Tamouré (Wini-Wini)              | Eastwest 4509-93465-2   | Allemande     | 1993    |
| Funky Marys (de)                     | Wini Wini Wana Wana              | 123Music B01N49YY7T     | Allemande     | 2005    |
| Sternenregen                         | Wini Wini                        | Telamo 405380430314     | Allemande     | 2014    |
| Wildecker Herzbuben                  | Wini Wini                        | Telamo 405380430491     | Allemande     | 2014    |

Le texte de la version originale tahitienne est d'Yves Roche.
| Version tahitienne | Traduction française |
| --- | --- |
| Vini vini vini vini Vana vana vana vana Vahine Tahiti Vini vini vini vini Vana vana vana vana Aue atu na o te aue [bis] To tino [tamure tamure e te mure mure raa] To tino te vahine Tahiti Ta ratou mau peu rii e Aue atu na o te aue [bis] | Petit oiseau petit oiseau Oursin noir oursin noir Femme de Tahiti Petit oiseau petit oiseau Oursin noir oursin noir Hélas quelle peine [bis] Toi et moi [tamure tamure e te mure mure raa] Toi et moi la femme de Tahiti Leurs petites façons Hélas quelle peine [bis] |

Le texte de la version anglaise de 1958 est de Margie Singleton (en) et Bill Everette. Le texte de la version anglaise de 1964 est de Steve Graham and Leon Pober. Le texte de la version allemande de 1962 est de Heinz Hellmer (de) et Wolf Petersen (de).
| Version anglaise (1958) | Version anglaise (1964) | Version allemande |
| --- | --- | --- |
| Vivi vini vini vini Vana vana vana vana We watch the dancers sway Vivi vini vini vini Vana vana vana vana They dance the night away Vivi vini vini vini Vana vana vana vana On the island of romance Vivi vini vini vini Vana vana vana vana Tahitian lovers dance Tamure you wispered words of love to me And when you kissed me tenderly I learnt the meaning of tamure There on the island by the sea You tought the tamure to me It was the dance of love | Vini vini vini vini Vana vana vana vana Let's do the tamure Vini vini vini vini Vana vana vana vana You'll dance your cares away Dance with me And soon you'll see It's just like Tahiti That isle of ecstacy That calls across the sea Vini vini vini vini Vana vana vana vana If you would like a treat Vini vini vini vini Vana vana vana vana Get with that island beat Tamure I know you'll love To do the tamure Your heart will fly away And in my arms you'll stay | Wini-wini-wini-wini Wana-wana-wana-wana Die Trommel ruf zum Tanz Wini-wini-wini-wini Wana-wana-wana-wana Nimm dir den Hochzeitskranz Wini-wini-wini-wini Wana-wana-wana-wana Klingt es in blauer Nacht Wini-wini-wini-wini Wana-wana-wana-wana Die Insel ist erwacht [Refrain] Tamouré der Tanz ist mehr als nur ein Spiel Er sagt uns beiden viel zu viel Uns beiden ganz allein Tamouré wenn tausend Zaubersterne glühen Dann klingen Liebesmelodien Sie sagen ich bin dein Wini-wini-wini-wini Wana-wana-wana-wana Es scheint der Mond so rot Wini-wini-wini-wini Wana-wana-wana-wana Steig in das weisse Boot Wini-wini-wini-wini Wana-wana-wana-wana Musik am blauen Meer Wini-wini-wini-wini Wana-wana-wana-wana Glaub mir ich lieb dich sehr [Refrain] |